# كارول لان فنتون
كارول لان فنتون (بالإنجليزية: Carroll Lane Fenton)‏ هو إحاثي وجيولوجي وعالم نبات أمريكي، ولد في 12 فبراير 1900، وتوفي في 16 نوفمبر 1969.